# South Benfleet
South Benfleet est une ville de l'Essex, en Angleterre. Elle est située dans le sud du comté, à une cinquantaine de kilomètres à l'est du centre de Londres, juste au nord de l'île de Canvey Island. Administrativement, elle relève du district de Castle Point.

## Étymologie
Benfleet est issu de deux éléments vieil-anglais : beam « tronc d'arbre » et fleot « crique ». Il pourrait faire référence à un pont. Ce toponyme est attesté sous la forme Beamfleote au Xe siècle et Benflet dans le Domesday Book, compilé en 1086.
L'élément South permet de distinguer la ville du village voisin de North Benfleet, situé juste au nord.

## Histoire
À l'époque romaine, la zone gagnée sur la mer qui constitue aujourd'hui l'île de Canvey était reliée au continent par une route qui permettait d'accéder, à marée basse, à Camulodunum (Colchester) et Londinium (Londres) depuis Benfleet. La route A130 reliant le rond-point de Sadlers Farm à Canvey Island suit le tracé de la voie romaine d'origine. Sa construction en 1971 a permis de mettre au jour un certain nombre d'objets datant des premiers peuplements de la région.
Le nom de la ville remonte à l'époque des colons saxons, au Ve siècle, alors que la région était essentiellement constituée de marais. Ils nommèrent la région Beamfleote, qui signifie « ruisseau d'arbres », car les ruisseaux de la Tamise jouxtaient la zone boisée au nord. L'orthographe actuelle a été adoptée au moment où la région a été desservie par le chemin de fer et où une gare a été construite pour la ville. Au cours de la période intermédiaire, plusieurs versions documentées des noms ont été « Benfleota », « Beamflet », « Bemflet », « Bienflet » et « Bemfleet ». La dernière version a été utilisée sur les cartes de John Norden au XVIIe siècle.
À l'époque saxonne, le village a pris le nom de South Benfleet lorsqu'un nouvel établissement, connu sous le nom de Little Benfleet, s'est développé au nord de l'établissement d'origine. La nouvelle colonie n'a pas duré et son site, connu depuis sous le nom de North Benfleet, est aujourd'hui en grande partie rural.
Le chemin de fer est arrivé dans la ville en 1855. La nouvelle gare de Benfleet reliait la ville à Southend-on-Sea, à l'est, et à la gare de Londres Fenchurch Street.
En juillet 2002, le conseil du district de Castle Point a baptisé une piste cyclable de 6 miles, allant de la gare de Benfleet à celle de Leigh-on-Sea, la « de Neumann Way », en l'honneur du capitaine Peter de Neumann, GM.

## Patrimoine
L'église paroissiale de South Benfleet est dédiée à la Vierge Marie. Sa nef remonte au XIIe siècle, mais le bâtiment a connu plusieurs reconstructions et restaurations au fil du temps. Elle constitue un monument classé de grade I depuis 1952.

## Transports
La gare de Benfleet (en), ouverte en 1855, est desservie par les trains de la London, Tilbury and Southend line (en) qui relie la gare londonienne de Fenchurch Street à la ville de Shoeburyness, dans le sud-est de l'Essex.